# Ткума
Ткума (ивр. תקומה‎) — мошав в Южном округе Израиля, в северо-западном Негеве. Основан в ходе операции «11 точек» по еврейской колонизации Негева. Операция была осуществлена на исходе Йом-Кипура (5—6 октября) 1946 г.
Мошав расположен на трассе 25.

## История
Первые жители мошава — выходцы из Восточной Европы, которые пережили Холокост. В настоящее время население мошава составляет около 700 человек за счёт пополнения из Восточной Европы и Туниса.
Мошав, который находится в 5 километрах от сектора Газа, подвергся обстрелам ракет со стороны ХАМАС.

## Население
По данным Центрального статистического бюро Израиля, население на начало 2020 года составляло 722 человека.